# استخدام أنظمة حية للقذائف

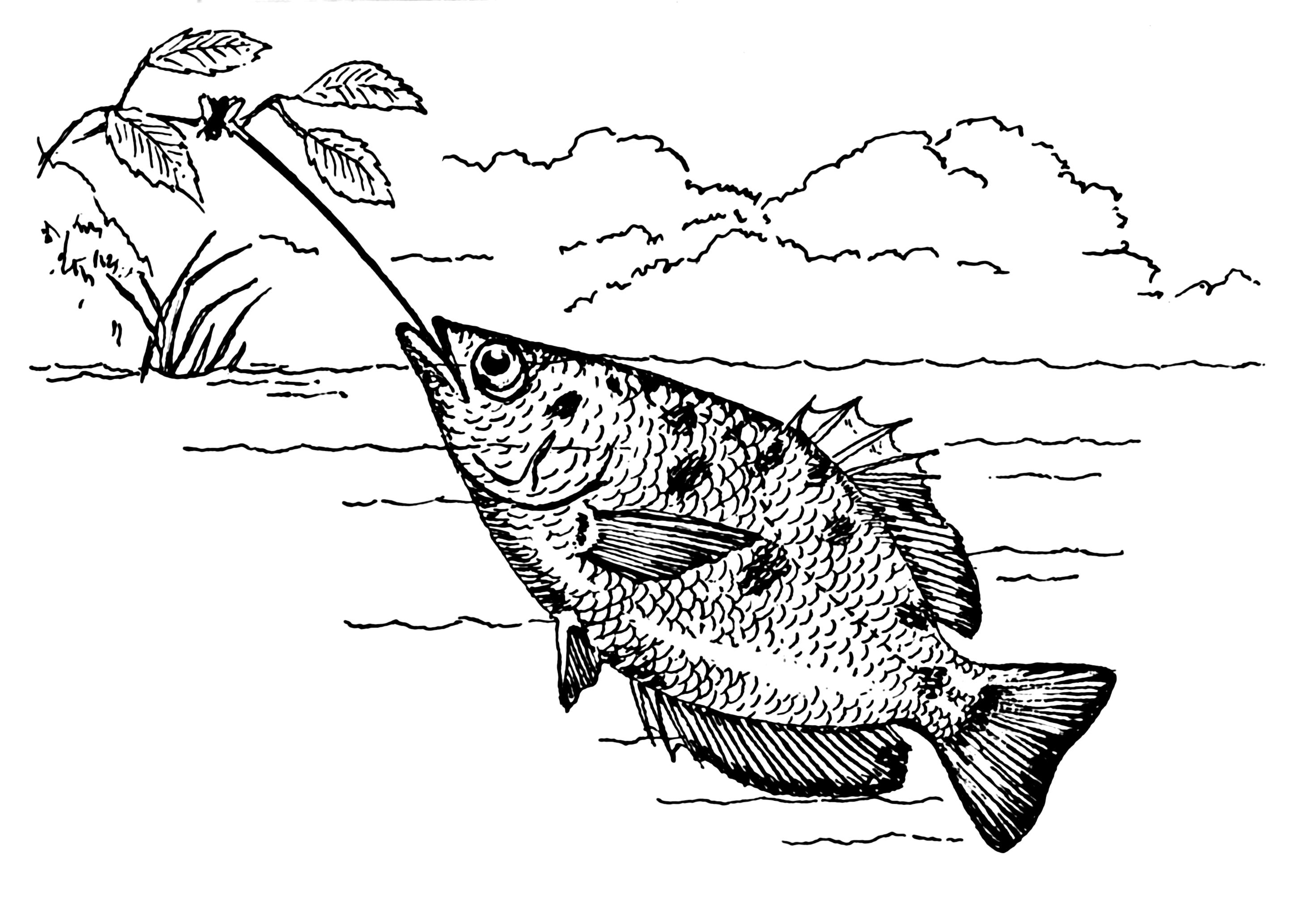
رسم توضيحي لسمكةأرشرفيش وهي تصوب المياه نحو حشرة على غصنٍ متدلٍ.

على الرغم من أن القذائف شائعة الاستخدام في الصراعات البشرية، ولكن استخدام الأنظمة الحية للقذائف يعد أمرًا نادر الحدوث نسبيًا بخلاف البشر.[بحاجة لمصدر]

## الحيوانات

### القذائف السائلة
تعد معظم القذائف التي تستخدمها الحيوانات سائلة. ويوجد عدد من الأمثلة على ذلك بين اللافقاريات. تستطيع الديدان المخملية إطلاق سائل لزج حيث تستخدمه في اصطياد فرائسها. ينطلق السائل من غدد على جانبي الرأس. يستطيعالعنكبوت الباصق(spitting spider)سكيتوديس (Scytodes) إطلاق سائل سام لزج من شأنه إن يأسر فرائسه ويسممها. إن الخنفساء القاذفة استثنائية بسبب استخدامها لتفاعل كميائي طارد للحرارة قوي من أجل قذف رذاذ كميائي ضار في هيئة دفعات نبضية سريعة منطلقة من غدد خاصة في بطنها، مع صوت فرقعة مصاحب. ستقذف خنفساء أنثيا (Anthia) (خنفساء أوجبيستير oogpister beetle) حمض الفورميك على المهاجمين، التي تقوم باستخلاصه على الأرجح من النمل الذي تتغذى عليه. يمكن أن تقذف حشرة ديفيل ريدر (devil-rider) الحشرات العصوية (المتفاوتات (جنس من الحشرات)) (Anisomorpha) مادة توربينيس (turpines) من غدد على مؤخرة الصدر وهي يمكن أن تتسبب في تهيج حارق شديد للعيون والفم للمفترسين المحتملين الذين يتعرضون لها. سيرش نمل الخشب (Wood ant) حمضًا على المهاجمين. إن نوع بلانثوبير (planthopper) من مدغشقر يستطيع قذف كرات صغيرة من المغثر، ويجذب ذلك أبو بريص النهاري الذي يتغذى على المغثر والذي قد يؤدي وجوده إلى منع الحيوانات المفترسة من الاقتراب من الحشرات الماصة للعصارة. النمل الأبيض من أمريكا الشمالية الفصيلة الفرعية للنمل الأبيض ناسوتيتيرميتينا (Nasutitermitinae) يمكن أن يقذف سائل لزج من فوهة في رأسه. ويمكنهم استخدام السلاح اليافوخي بدقة، على مدى مسافة كبيرة من السنتيمترات، على الرغم من أن النمل الأبيض أعمى. وربما يستخدم الإشارات السمعية أو الشمية بدلاً من ذلك.
يوجد عدد من الفقاريات يستخدم أيضًا القذائف السائلة. تقوم سمكة أرشرفيش (Archer fish) بقذف المياه من فمها لطرد الحشرات من فوق الأغصان المتدلية. بعض حيوانات ديبلوداكتيلنيا أبو بريص يمكن أن تطلق سائلاً لزجًا أسود أو أصفر فاتحًا من غدد في ذيلها، على مسافة متر تقريبًا، وبتصويب جيد. ويحتوي هذا السائل على رائحة غير محببة وعلى الرغم من أنها ليست سامة ولكنها قد تعمل على ردع الحيوانات المفترسة، وبشكل خاص المفصليات الكبيرة التي تفترس حيوانات أبو بريص هذه. الكوبرا الباصقة يمكنها نفث السم من الثقوب الأمامية في أنيابها. وهي تصوب نحو عين الضحية لمسافة قد تصل إلى 1.5 متر. وقد يتسبب السم في الإصابة بالعمى. كما تفيد التقارير بأن أفعى الحفر مانجشان (Mangshan pitviper) تقوم أيضًا بنفث السم.
الطائر الذي يستخدم القذائف السائلة في الدفاع عن نفسه هو طائر النوء العملاق الجنوبي (Southern Giant Petrel) الذي ينتج مادة زيتية من المعدة مكونة من استرات الشمع وثلاثيات الجلسريد المخزنة في مقدمة المعدة ويستطيع قذف القيء على الحيوانات المفترسة. تستطيع طيور النوء الأخرى مثل الفولمار (Fulmar) قذف الزيوت من فمها كوسيلة للدفاع عن النفس. فهي تستطيع قذف الزيوت بدقة إلى حدٍ ما على مسافة تصل إلى 1-2 متر. يعمل الزيت على تشابك ريش الطيور معًا ويدمر قدرتهم على الوقاية ضد المياه، لذلك قد تموت الطيور الملوثة من البرد أو تغرق، بينما تبدو طيور الفولمار قادرة على إزالة الزيت من ريشها عن طريق تسويته بمنقارها. وقد تعرضت مجموعة من الطيور مثل النوارس وعقاب البحر للموت بعد أن قامت طيور الفولمار بقذفها بالزيت. تُخرج بعض أنواع البطريق غائطًا سائلاً على شكل قذيفة، لمسافة تصل إلى 50&nbsp;سم. ويُعتقد أنها تقوم بذلك أثناء موسم الحضانة، عندما تمكث طيور البطريق في أعشاشها، لكي تتجنب مغادرته وبالتالي ترك البيض للحيوانات المفترسة ومن أجل الحفاظ على العش نظيفًا فقد طورت قدرتها على قذف الغائط.
ومن بين الثدييات، تستطيع الظربان إخراج سوائل ضارة من غدد قريبة من فتحة الشرج. وهي كريهة الرائحة، كما قد تسبب تهيجًا للبشرة، وفي حالة دخولها في العين، فهي تتسبب في العمى المؤقت. تجتر الجمال محتويات معدتها، بالإضافة إلى اللعاب، وتقذفه نحو ما يعتقد الجمل بأنه يمثل مصدرًا للتهديد وذلك من أجل تشتيت مصدر الخطر أو مفاجئته أو إزعاجه.

### القذائف الصلبة

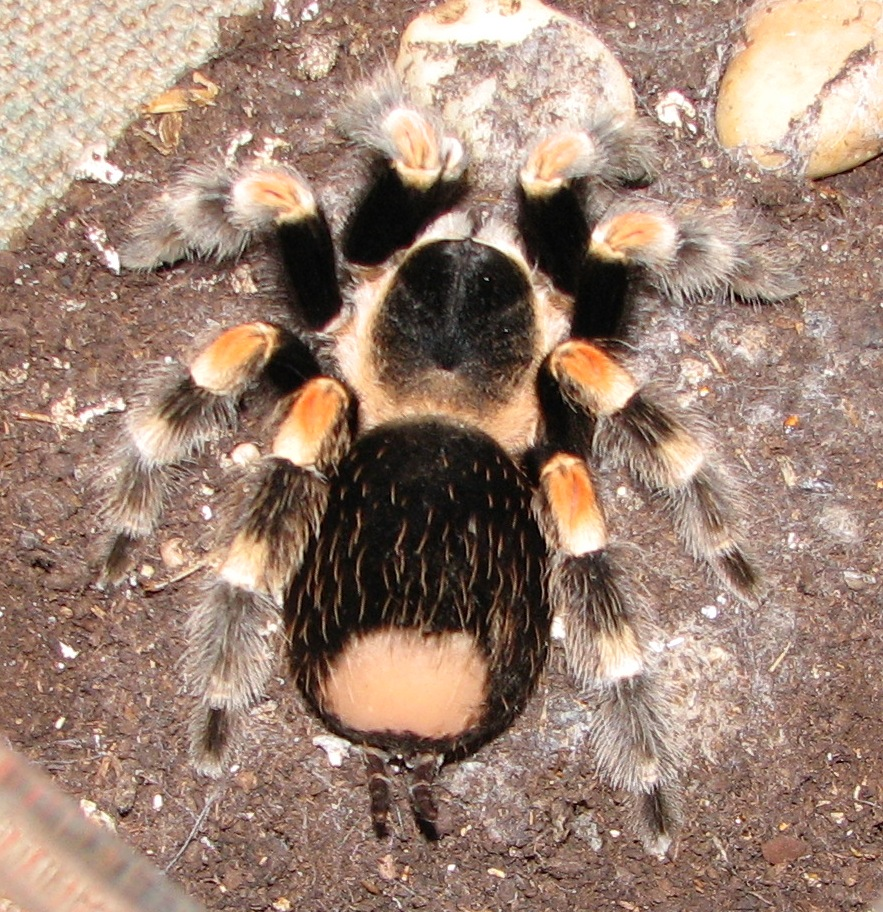
أنثى عنكبوت حناء الوادي (Brachypelma smithi) البالغة، مع ظهور رقعة صلعاء بعد قذف الشعر من بطنها.

بعض عناكب العالم الجديد، عناكب الرتيلاء يغطي بطنها شعر كثيف يسمى الشعر المهيج وتستخدمه أحيانًا لحمايتها من الأعداء الأنواع ذات الشعر المهيج يمكنها قذف هذا الشعر: ينطلق الشعر في الهواء نحو هدف محدد باستخدام أرجلها الخلفية. وهذه الشعيرات الدقيقة شائكة وتسبب التهيج ويمكن أن تكون قاتلة للحيوانات الصغيرة مثل القوارض. تتنوع الأعراض من نوع إلى آخر، ومن شخص إلى آخر، ومن حكة حارقة إلى طفح جلدي طفيف، ومن كونها قد تسبب القتل إلى مجرد الردع. بالنسبة الإنسان، قد تسبب تهيج العينين والأنف والبشرة، والأخطر من ذلك، تهيج الرئتين والمسالك الهوائية، في حالة استنشاقها. في بعض الحالات، يتسبب شعر الرتيلاء في إصابة عين الإنسان بضرر دائم.[بحاجة لمصدر] لا ينمو الشعر المهيج مرة ثانية، ولكن يتم استبداله في كل عملية انسلاخ. تستفيد حيوانات لافقارية أخرى مثل ليث العفرين من القذائف الصلبة. يكمن ليث العفرين في قاع الحفر المنحدرة التي يحفرها في الرمال. تنزلق الفريسة الصغيرة في الطبقة السفلية الرخوة من الحفرة. إذا زحفت الفريسة لكي تخرج من الحفرة المنحدرة، تقذفها حشرة ليث العفرين بالرمال، مما يؤدي إلى إزاحتها وإعادتها مرة أخرى إلى داخل الحفرة.[بحاجة لمصدر]
يستفيد أيضًا عدد من أنواع الفقاريات من القذائف الصلبة. ومن الطيور، يستخدم طائر البوقير طريقة القذيفة في تناول غذائه. يتصل منقار البوقير عادة عند طرفه فقط، وله لسان قصير. بدلاً من ابتلاع الطعام يقوم طائر البوقير بإلقائه من طرف منقاره الطويل باتجاه الخلف داخل حلقه. أحد الأمثلة على القذائف الصلبة المستخدمة في الثدييات هو سنجاب الأرض الكاليفورني، والذي يعرف عنه تشتيت الحيوانات المفترسة مثل الحية ذات الأجراس وثعبان جوفر من تحديد مكان الجحر الذي يوجد به عن طريق نثر الرمال في أعينهم. وقد لوحظ أيضًا أن أنثى الفيل الأفريقي البرية تلقي بمواد مختلفة على وحيد القرن المتطفل، ولوحظ أن الحوت القاتل يتقاذف فرائسه من زعنفيات الأقدام (الفقمة) باستخدام زعانف الذيل في سلوك يبدو كاللعب. بعض الرئيسيات بما في ذلك الإنسان، تستطيعرمي الأشياء مثل.الصخور والعصي والغائط مثل القذائف. من الرئيسيات المعروف عنها الرمي الإنسان والبونوبو والشمبانزي والغوريلا, وإنسان الغاب والكابوتشين وأنواع معينة من الجيبون وربما بعض أنواع رباح (البابون) المكّاك الياباني (وليس المكاك الريسوسي). ولقد تمت ملاحظة شمبانزي في حديقة حيوان سويدية يخزن الحجارة لاستخدامها كقذائف ضد الزوار. وقد طوّر الإنسان أجهزة لإطلاق القذائف مثل القوس والبندقية والصاروخ.

### القذائف المربوطة
إن الحرباء والضفادع وبعض أنواع من السمندر الذين ليس لديها رئة لديهم ألسن تعمل كقذائف مربوطة. في الضفادع، يتصل اللسان بالجزء الأمامي من الفم ويدور حول هذا الجزء عندما يقذف للخارج (وبهذا يصبح أعلى اللسان في وضعه المعتاد في الأسفل عند مده). في الحرباء، ينقبض اللسان على العظمة اللامية المدببة حيث ينزلق ويقذف إلى الأمام بسرعة كبيرة جدًا. يستخدم السمندر الذي ليس له رئة نفس الطريقة، إلا أنه يتم قذف كلاً من اللسان والعظمة اللامية الأساسية (بعكس الحرباء التي يظل عظمها اللامي ثابتًا أثناء قذف الجزء الأمامي السميك من اللسان). في كل من السمندر والحرباء تكون الحركة سريعة جدًا وتتطلب توافر طاقة ميكانيكية كبيرة للعضلات وحدها - بدلاً من ذلك، تحمل العضلات العناصر المرنة ببطء بالطاقة مثل النسيج الضام الذي يستطيع حينها الارتداد وإطلاق الطاقة المخزونة بمعدل أعلى. ومن أجل سحب اللسان من هذه المسافة الكبيرة، فإن عضلات لسان الحرباء بها أقراص زي مثقوبة تسمح لكل ساركومير لمد اللسان لمسافات أطول كثيرًا من الفقاريات الأخرى.

### الفقاعات
إن للروبيان ذو المسدس مخلبًا يشبه المسدس مكونًا من جزأين. يسمح وجود مفصل لجزء «المطرقة» بالحركة للخلف في وضع قائم الزاوية. عند إطلاقه، يصطدم بالجزء الآخر من المخلب وينتج عن ذلك موجات هائلة من الفقاعات التي يمكنها صعق أكبر الأسماك وكسر الزجاجات الصغيرة.

## النباتات والفطريات
إن قرون بذور جويل وييد البرتقالية (Orange Jewelweed) تحتوي على بذور قاذفة، في حالة نضجها، تنفجر من القرون عند لمسها برفق. إن قرون بذور اللزان المكنسي تنفجر أيضًا، غالبًا مع صوت مسموع، قاذفة للبذور من النبات الرئيسي. بعض النباتات مثل القرانيا (Dogwood Bunchberry) والتوت الأبيض تقذف أيضًا حبوب اللقاح من زهورها. ويعرف عن طحالب الخث أنها تنفجر وتقذف أبواغها.
تطلق الفطريات القاذفة (Hat-throwing fungi) كبسولات الأبواغ لمسافة تصل إلى مترين، وفطريات قذيفة المدفع (cannonball fungi) من جنس سبيروبولس (Sphaerobolus)، مثل فطر إس ستيلاتوس (S. stellatus)، تستطيع الفطريات المدفعية (Artillery Fungus) قذف أكياس أبواغ لزجة لمسافة تصل إلى 6 أمتار أفقيًا. تعد هذه الفصائل ذات موجات ضوئية، وتدفع الأبواغ تجاه أقرب مصدر للضوء المباشر أو المنعكس، مثل جوانب المنازل ذات الألوان الزاهية.

## وصلات خارجية
- Natures Marksmen - a video showing projectile use by archer fish and velvet worms